# Pam Marshall
Pam Marshall (Shorewood-Tower Hills-Harbert, 16 de agosto de 1960) é uma ex-velocista norte-americana, especialista nos 100 m rasos. Foi campeã mundial do revezamento 4x100 m no Campeonato Mundial de Atletismo de 1987, em  Roma, junto com Alice Brown, Florence Griffith-Joyner e Diane Williams.